# Fjälkinge-Nymö församling
Fjälkinge-Nymö församling var en församling i Villands och Gärds kontrakt i Lunds stift. Församlingen låg i Kristianstads kommun i Skåne län och ingick i Fjälkinge pastorat. Församlingen uppgick 2022 i en nybildad Fjälkinge församling. 

## Administrativ historik
Församlingen bildades 2006 genom sammanslagning av Nymö församling och Fjälkinge församling och var därefter moderförsamling i Fjälkinge pastorat som även omfattar Gustav Adolf-Rinkaby församling och Bäckaskogs församling. Församlingen uppgick 2022 i en nybildad Fjälkinge församling. 

## Kyrkor
- Fjälkinge kyrka
- Nymö kyrka